# Carl Barât
Pour les articles homonymes, voir Barat.
 (janvier 2009).
Si vous disposez d'ouvrages ou d'articles de référence ou si vous connaissez des sites web de qualité traitant du thème abordé ici, merci de compléter l'article en donnant les références utiles à sa vérifiabilité et en les liant à la section « Notes et références ».
Carl Barât est un musicien et acteur britannique né le 6 juin 1978 à Basingstoke (Hampshire). Il est le guitariste, chanteur et co-leader du groupe d'indie-rock The Libertines. Il est aussi le leader, chanteur et guitariste du groupe de rock Carl Barât & The Jackals. Il fut également le chanteur et guitariste du groupe Dirty Pretty Things.

## Enfance
Carl Barât est né à Basingstoke, Royaume-Uni, le 6 juin 1978, passant son enfance dans la ville voisine de Whitchurch, dans le Hampshire. Dans une interview accordé au magazine Blender en septembre 2004, Barât mentionne avoir des origines françaises, polonaises et espagnoles.
Enfant, Carl Barât partage son temps entre ses parents divorcés. Son père travaille dans une usine d'armement tandis que sa mère, Chrissie, fait partie d'une communauté hippie et milite pour des causes telles que la Campagne pour le Désarmement Nucléaire. Il passe son enfance avec sa mère dans le Somerset. Il a une sœur, l'actrice et chanteuse Lucie Barât, qui fut membre du groupe The Fay Wrays puis leader du groupe The Au Revoirs, ainsi que cinq demi-frères et sœurs.
En 1996, Barât part étudier le théâtre à l'université Brunel, dans l'ouest de Londres. Cette période est de courte durée car il est vite déçu par la vie universitaire. Néanmoins, il y fait la connaissance d'une camarade de cours, Amy-Jo, qui lui présente son frère Peter Doherty. À l'origine, Barât ne s'entend pas avec Doherty, mais son avis change vite et ils développent une amitié intense, tous deux ayant la même vision d'une Angleterre idyllique, tout droit sortie d'un recueil de William Blake, qu'ils surnommèrent Albion.
The Libertines est formé avec pour bassiste John Hassall et pour batteur Gary Powell.

## The Libertines
Le 1er album des Libertines, Up the Bracket, sort en 2002 et reçoit un franc succès, notamment critique, la popularité du groupe étant aussi due à leurs concerts chaotiques et à la relation ambiguë entre Barât et Doherty.
En 2003, les problèmes d'addiction aux drogues dures de Peter Doherty mènent Carl Barât à demander à son partenaire de scène de ne pas participer à leur prochaine tournée. Doherty, découvrant que son groupe est parti sans lui en tournée, cambriole l'appartement de Barât. Il est condamné à six mois de prison ferme, réduits à deux mois en appel. Les deux coleaders se réconcilient pendant cette période, et Doherty est à nouveau accueilli dans le groupe.
Pendant l'enregistrement du second album du groupe, les problèmes de drogue de Pete Doherty s'aggravent et contribuent à la dégradation rapide de son amitié avec Carl. Avant la sortie de leur album en 2004, leur relation atteint le fond. Doherty est une fois de plus menacé d'être évincé du groupe s'il ne règle pas ses problèmes d'addiction et est renvoyé du groupe temporairement. Doherty ne réagit pas bien en apprenant la nouvelle, mais le groupe continue la tournée à cause des obligations de contrat. Ce qui était à l'origine une courte absence se transforme en position permanente, et en 2005 Pete Doherty crée son nouveau groupe, Babyshambles.

## Post-Libertines
Barât dissout The Libertines en décembre 2004, accusant son manque de désir de continuer à jouer sans son ex-partenaire, ainsi qu'à cause d'un problème de santé. En 2005, il subit une opération visant à enlever une tumeur derrière son oreille, qui a pour conséquence de le rendre partiellement sourd.
Après la séparation du groupe, Barât s'établit en tant qu'artiste solo. Il participe ainsi à un duo avec le groupe Client sur leur single Pornography. Il monte le nightclub Dirty Pretty Things en juin 2004, où il se produit régulièrement en DJ.

## Dirty Pretty Things
En septembre 2005, Barât annonce la formation de son nouveau groupe Dirty Pretty Things, incluant l'ex-batteur des Libertines, Gary Powell, le bassiste Didz Hammond (ex-Cooper Temple Clause) et le guitariste Anthony Rossomando (ex-The Damn Personals, qui avait auparavant remplacé Pete Doherty lors de concerts des Libertines).
Le groupe sort son 1er album Waterloo to Anywhere en 2006, celui-ci atteignant la 3e place dans les charts anglais. Leur deuxième album, intitulé Romance at Short Notice, sort en 2008.
Le 1er octobre 2008, ils annoncent la séparation du groupe sur leur site officiel. Leur dernier concert a lieu le 20 décembre 2008 à l'Astoria 2 à Londres.
En 2010, Carl Barât sort une autobiographie, Threepenny memoirs: the lives of a Libertine, où il revient longuement sur son enfance ainsi que sur la trajectoire des Libertines et des Dirty Pretty Things. Le livre s'achève sur une quadruple renaissance: la sortie imminente de son album solo (Carl Barât, 2010), sa rencontre et sa relation stable et durable avec la chanteuse et contrebassiste Edie Langley alors enceinte de leur premier enfant, sa prise de distance avec la consommation de drogues et d'alcool et la reprise de contact avec Peter Doherty.

## Reformation des Libertines
De nombreuses rumeurs concernant une éventuelle reformation ont couru depuis la séparation du groupe. Mais cette fois-ci, plusieurs magazines britanniques annoncent que les Libertines se reforment pour participer à deux festivals (Leeds et Reading) les 27 et 28 août 2010. Cette information est confirmée par le magazine NME, lors d'une interview avec les quatre rockeurs. La rumeur concernant le montant de cachet pour ces deux dates parle de 1,5 million d'euros.
En 2014, le groupe annonce sa reformation et donne une série de concerts. En 2015, ils enregistrent en Thaïlande et sortent leur troisième album, Anthems for Doomed Youth, le 11 septembre. Le groupe donne une série de concerts à la suite de cette sortie entre 2015 et 2017, tandis que les membres poursuivent leurs carrières solo, notamment pour Carl la sortie du film For This Is My Body (2016), dont il tient le premier rôle, ainsi que d'un maxi, Harder They Fall, avec les Jackals en juin 2017. Cela n'empêche pas les membres des Libertines d'annoncer régulièrement écrire et composer ensemble, et laisser entendre que la sortie d'un quatrième album serait possible.

## Carl Barât & The Jackals
En parallèle à la reformation des Libertines et lassé de sa carrière solo, Carl Barât s'entoure de quatre musiciens trouvés à la suite d'une audition : Jay Bone (batterie), Adam Claxton (basse) et Billy Tessio (guitare). Ensemble, ils forment un nouveau groupe : Carl Barât & The Jackals. En 2015, ils sortent leur premier album Let It Reign aux sons punk-rock et partent ensuite en tournée européenne. 

## Actualité
- En 2008, Carl Barât se sépare d'Annalisa Astarita, avec qui il sortait depuis 5 ans.
- Il a été annoncé que Carl serait en collaboration avec Mark Ronson et Jon McClure de The Reverend and The Makers.
- Carl Barât est aussi attendu dans un film anglais où il jouerait le rôle d'un scientifique.
- Début 2009, il sera aux États-Unis pour supporter le groupe Glasvegas pendant leur tournée américaine.
- En juin 2010, il annonce la sortie de son premier album solo éponyme. C'est finalement le 4 octobre 2010 que sortira cet album.
- Mai 2012, il joue Néron dans Pop'pea, avec Benjamin Biolay et Marc Almond au Châtelet - Paris.
- Il chante en duo avec Benjamin Biolay sur le titre éponyme de l'album Vengeance de ce dernier, sorti le 6 novembre 2012.
- En 2013, Il écrit et compose le titre The dark, it comes sur l'album Love Songs de Vanessa Paradis qu'ils interprètent en duo.
- En 2013, il chante en duo avec les BB Brunes sur le titre "Wolfman" sur la réédition de l'album Long Courrier
- En 2016, il tient le premier rôle dans le film For This Is My Body, de Paule Muret, qui sort en salle le 2 novembre 2016.

## Discographie

### Avec The Libertines
- 2002 : Up the Bracket
- 2004 : The Libertines
- 2015: Anthems for Doomed Youth
- 2024 : All quiet on the eastern esplanade

### Avec Dirty Pretty Things
- 2006 : Waterloo To Anywhere
- 2008 : Romance At Short Notice

### Avec The Jackals
- 2015 : Let it Reign

### Album solo
- 2010 : Carl Barat

## Filmographie
- 2012 : Two Dancers[7] (court-métrage)
- 2016 : For This Is My Body